# ابراهیم احدب
ابراهیم بن علی الاحدب طرابلسی (۱۸۲۴–۱۸۹۱) شاعر و ادیب لبنانی در سدهٔ نوزدهم میلادی/سیزدهم هجری بود. در طرابلس به دنیا آمد. شش سال مشاور امور شرعی حاکم در شهرستان شوف بود (۱۲۶۷–۱۲۷۳ق). هنگامی که درگیری‌های میان مسیحیان و دروزی‌ها در لبنان (سال ۱۲۷۶ق) شدت گرفت، به طرابلس بازگشت. سپس در سال ۱۲۷۷ نایب دادگاه شرعی شد، سپس کاتب اول آن برگزیده شد. همچنین سردبیری روزنامهٔ ثمرات الفنون را برعهده گرفت، عضو مجلس معارف شد. او را سریع حافظه وصف کرده‌اند که قصیده‌ای را می‌توانست در یک جلسه به نظم درآورد. فرائد اللآل فی مجمع الأمثال، کشف الأرب عن سر الأب، تأهیل الغریب، فرائد الأطواق، مقامات فی الأخلاف، تسعون مقامه (به شیوه مقامات حریری)، کشف المعانی و البیان عن رسائل بدیع الزمان و مجموعهٔ اشعار از آثار اوست. .